# ОРМ-4

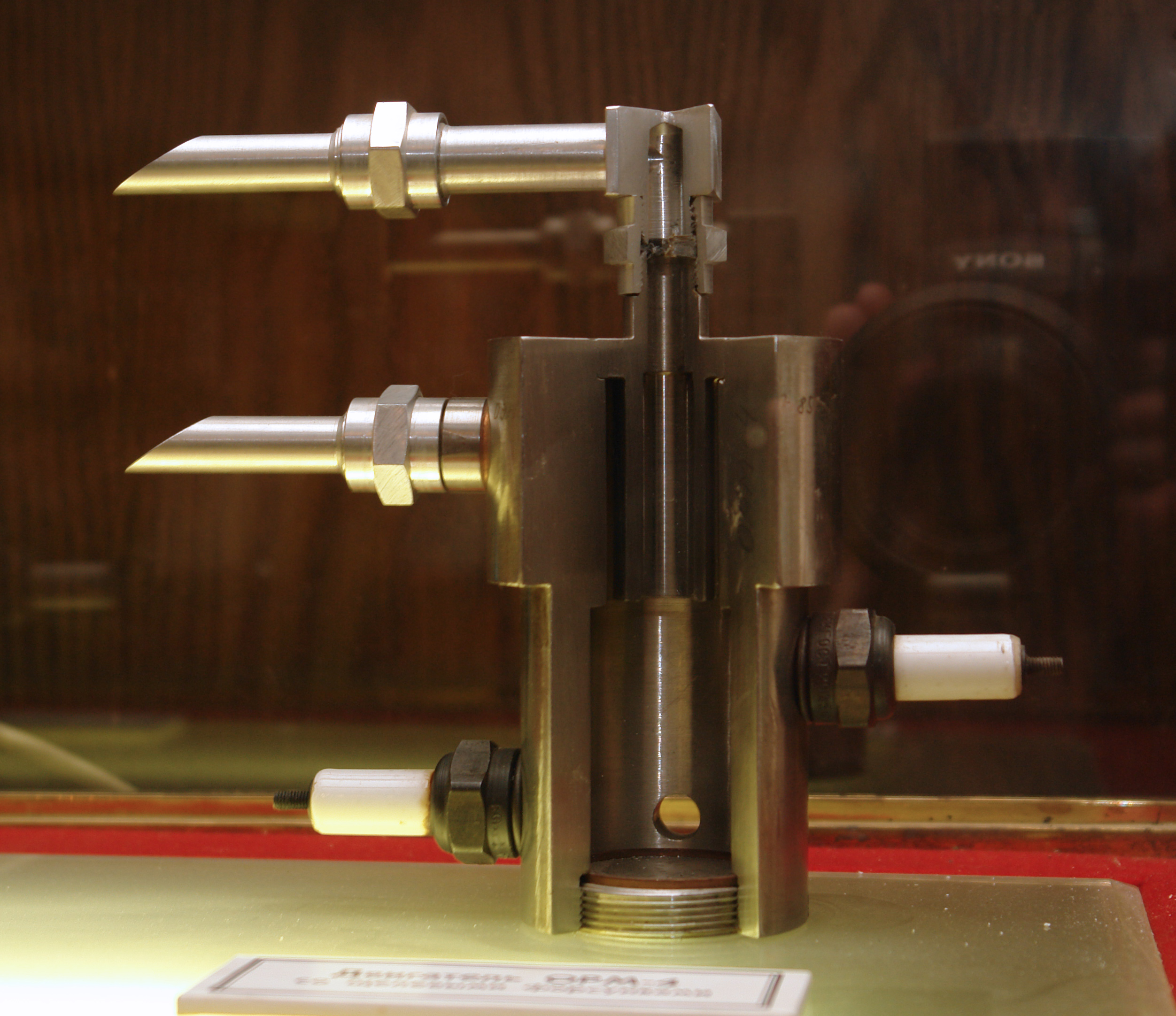
Двигатель в разрезе

ОРМ-4 — экспериментальный жидкостный ракетный двигатель с щелевыми форсунками. Разработан и создан в ГДЛ В. П. Глушко в 1932. В качестве топлива использовался бензин, бензол, смесь 50 % бензина с 50 % бензола, толуол. В качестве окислителя — жидкий воздух, жидкий кислород, азотная кислота, азотный тетраоксид и растворы азотного тетроксида в азотной кислоте. Внутренний диаметр камеры сгорания — 40 мм.
В процессе экспериментов давление достигало 50 атм. Длительность экспериментов достигала 1 минуты.